# Floringhem
Floringhem  (niederländisch: Florigem) ist eine französische Gemeinde mit 883 Einwohnern (Stand 1. Januar 2022) im Département Pas-de-Calais in der Region Hauts-de-France. Sie gehört zum Arrondissement Arras, zum Kanton Saint-Pol-sur-Ternoise und zum Kommunalverband Ternois.

## Lage
Die Gemeinde Floringhem liegt im Artois, zwölf Kilometer westsüdwestlich von Béthune. Nachbargemeinden von Floringhem sind Ferfay im Norden, Cauchy-à-la-Tour im Nordosten, Camblain-Châtelain im Südosten, Pernes im Südwesten sowie Aumerval im Nordwesten.

## Bevölkerungsentwicklung
| Jahr                       | 1962 | 1968 | 1975 | 1982 | 1990 | 1999 | 2006 | 2014 | 2022 |
| -------------------------- | ---- | ---- | ---- | ---- | ---- | ---- | ---- | ---- | ---- |
| Einwohner                  | 800  | 792  | 678  | 681  | 662  | 675  | 832  | 885  | 883  |
| Quellen: Cassini und INSEE |      |      |      |      |      |      |      |      |      |

## Sehenswürdigkeiten

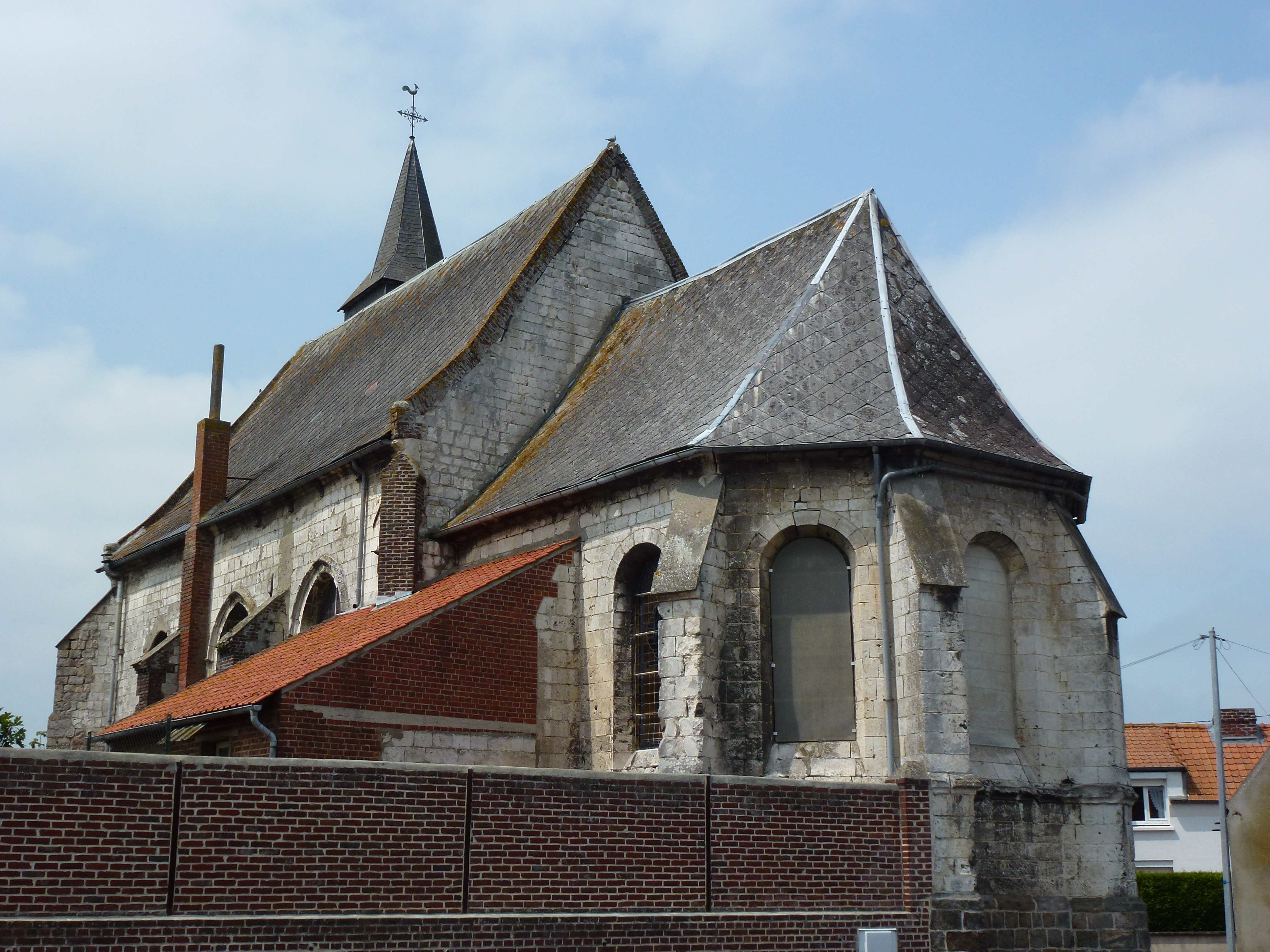
Kirche Saint-Pierre
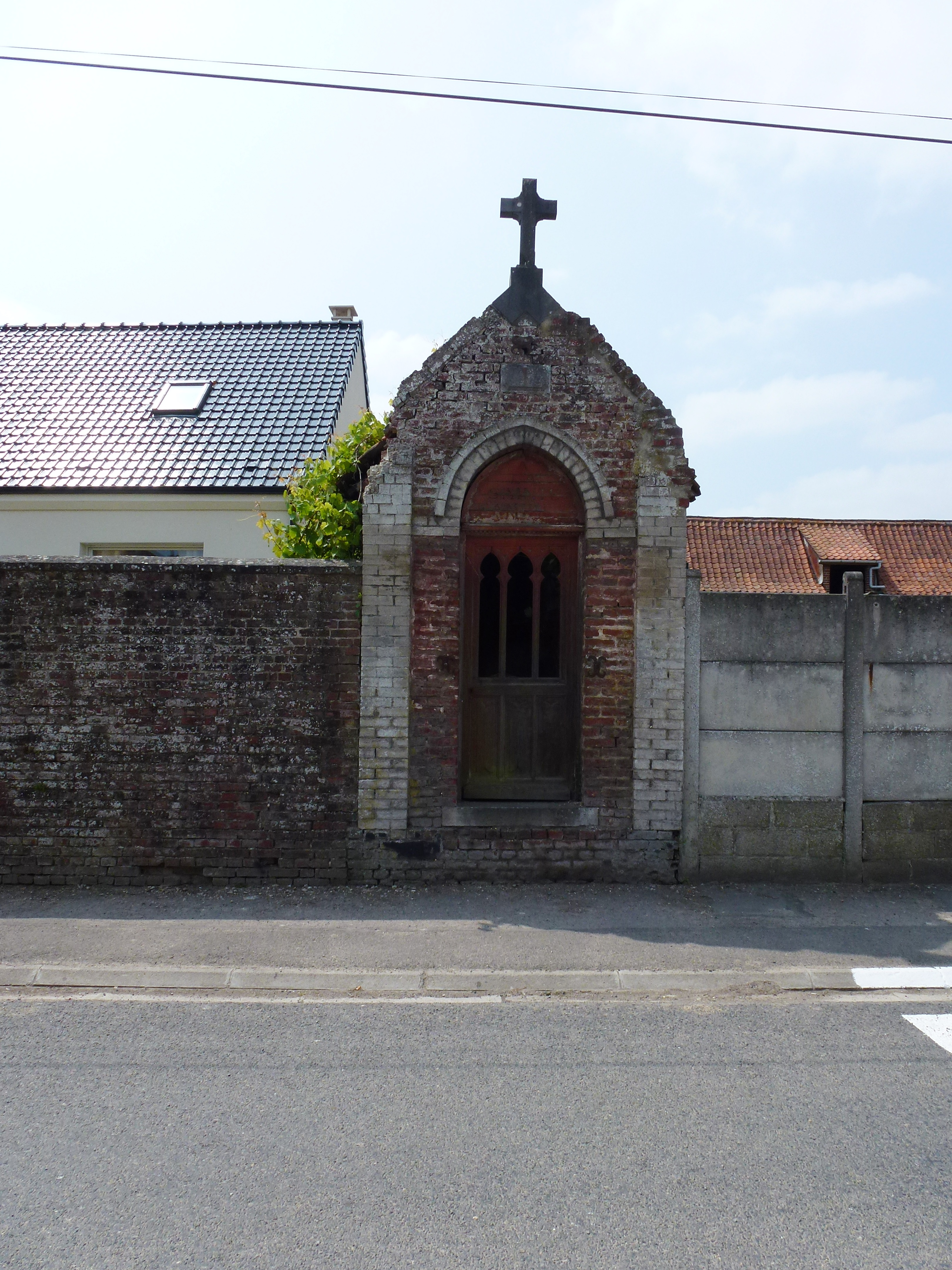
Oratorium
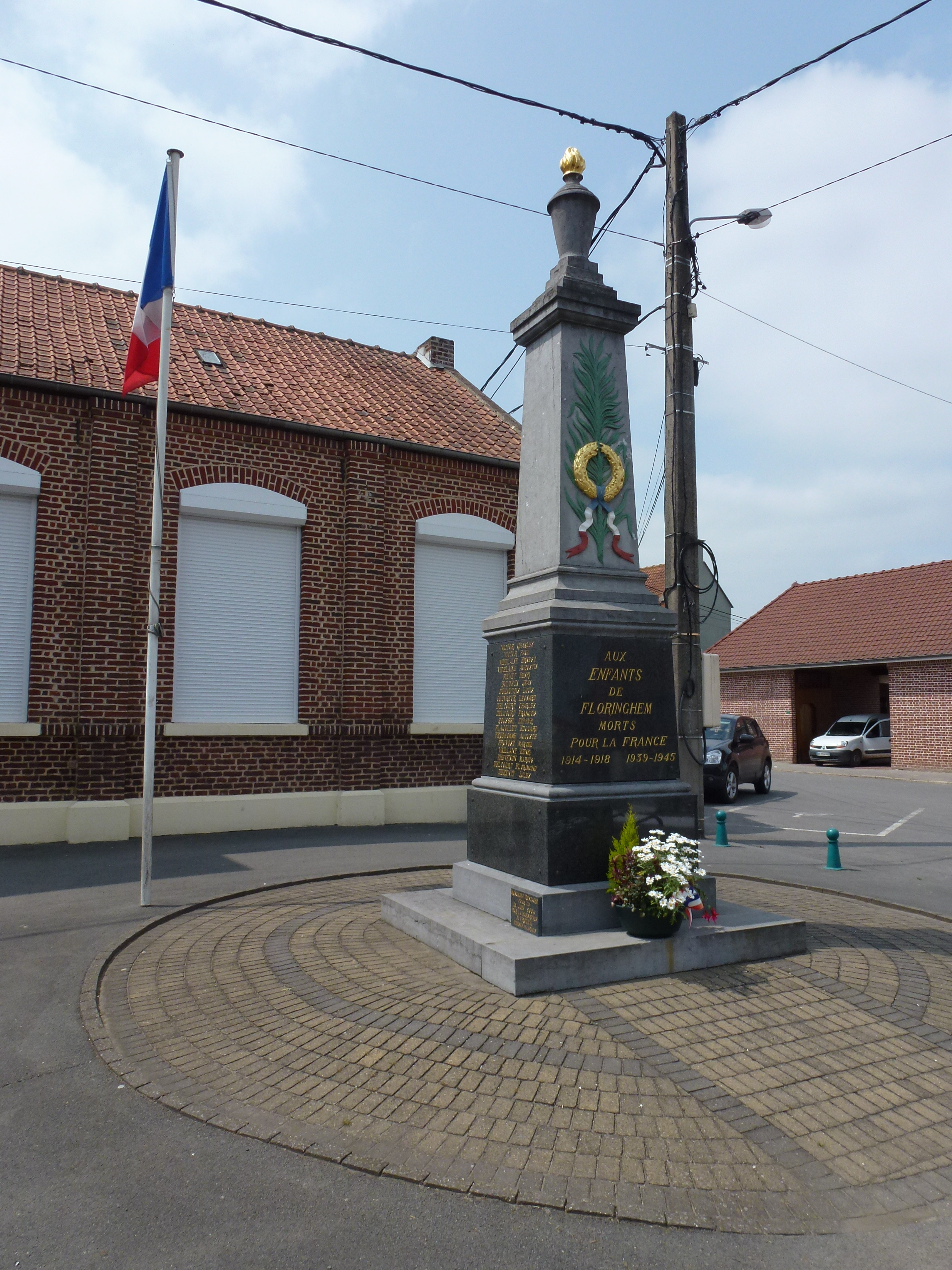
Gefallenendenkmal

- Wasserturm

- Kirche Saint-Pierre
- Oratorium
- Gefallenendenkmal